# NGC 7676

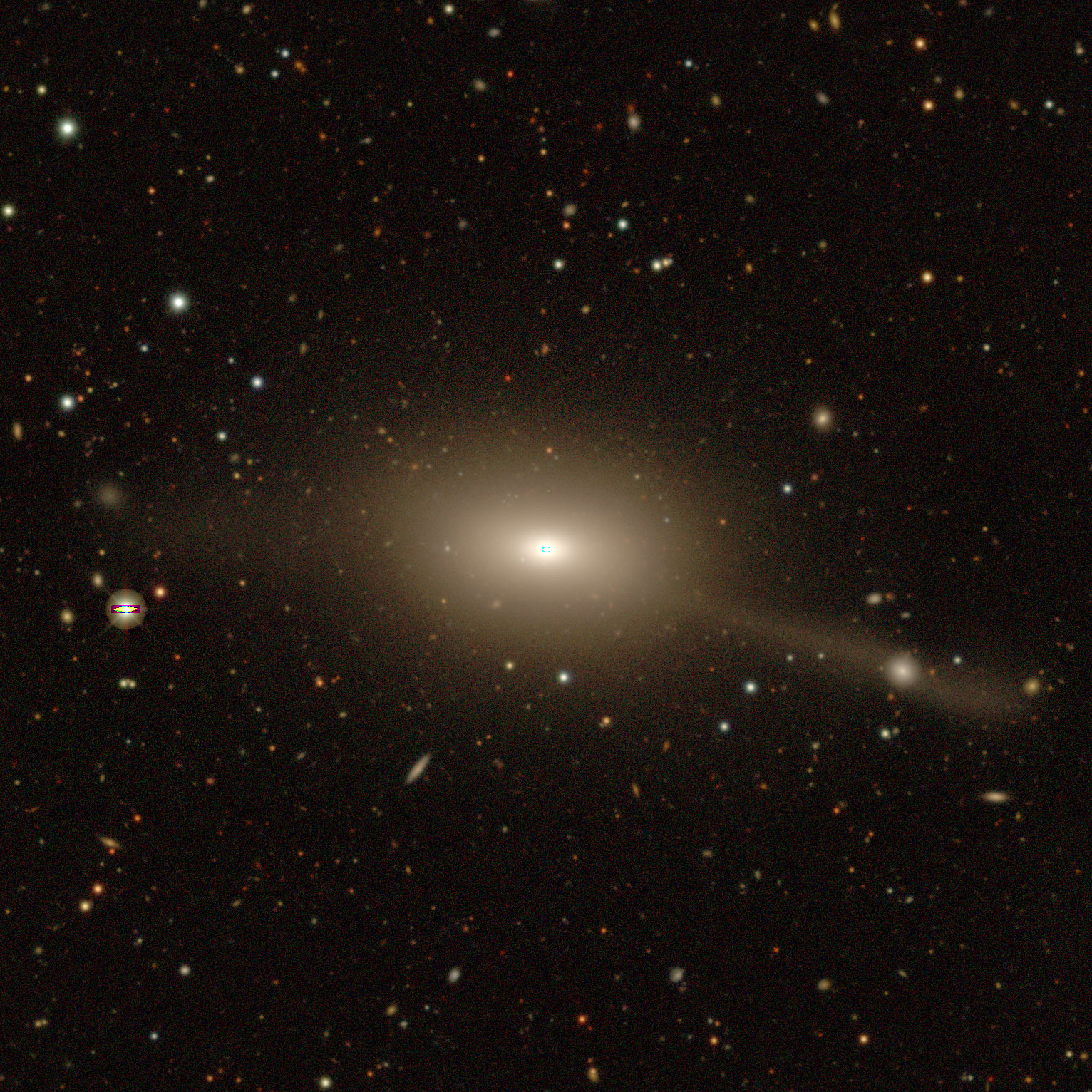
NGC 7476 par le projet « Legacy Surveys DR10 ».

NGC 7676 est une galaxie lenticulaire (ellitique?) située dans la constellation du Toucan à une distance d'environ 3 209 ± 30 km/s. NGC 7676 a été découverte par l'astronome américain John Herschel en 1834.

## Caractéristiques
Sa vitesse par rapport au fond diffus cosmologique est de 3 209 ± 30 km/s, ce qui correspond à une distance de Hubble de 47,3 ± 3,4 Mpc (∼154 millions d'al).
À ce jour, deux mesures non basées sur le décalage vers le rouge (redshift) donnent une distance de 43,350 ± 0,212 Mpc (∼141 millions d'al), ce qui est à l'extérieur des valeurs de la distance de Hubble. Notons que c'est avec la valeur moyenne des mesures indépendantes, lorsqu'elles existent, que la base de données NASA/IPAC calcule le diamètre d'une galaxie et qu'en conséquence le diamètre de NGC 7676 pourrait être d'environ 36,0 kpc (∼117 000 al) si on utilisait la distance de Hubble pour le calculer.